# Rocket from the Crypt
A Rocket from the Crypt egy amerikai punk rock/hardcore punk/rock'n'roll együttes. 1989-ben alakultak meg a kaliforniai San Diegóban. 2005-ben feloszlottak, 2011-ben újból összeálltak egy rövid időre, majd 2013-ban újraalakultak, és a mai napig működnek.

## Tagok
- John Reis ("Speedo") - gitár, ének (1990-2005, 2011, 2013-)
- Pete Reichert ("Petey X") - basszusgitár, vokál (1990-2005, 2011, 2013-)
- Andy Stamets ("ND") - gitár, vokál (1990-2005, 2011, 2013-)
- Elaina Torres - vokál (1990-1991)
- Sean Flynn - dobok (1990-1991)
- Adam Willard ("Atom") - dobok (1991-2000, 2011, 2013-)
- Paul O'Beirne ("Apollo 9") - szaxofon, vokál (1991-2005, 2011, 2013-)
- Jason Crane ("JC 2000") - trombita, vokál (1992-2005, 2011, 2013-)
- Mario Rubalcaba ("Ruby Mars") - dobok (2001-2005, 2013-)

## Diszkográfia
Stúdióalbumok
- Paint as a Fragrance (1991)
- Circa: Now! (1992)
- Hot Charity (1995)
- Scream, Dracula, Scream! (1995)
- RFTC (1998)
- Group Sounds (2001)
- Live from Camp X-Ray (2002)